# خالد الكد
خالد حسين عثمان الكد كاتب ومفكر سوداني «1942-1995»،

## نشأته ودراسته الأولية
ولد خالد الكد يوم 29-10-1942 بمدينة نيالا، حيث كان والده حسين عثمان الكد يعمل محاسباً ومراجعاً مالياً، وأمه هي الحاجة زينب التيجاني خالة الزعيم السوداني عبد الخالق محجوب.
تلقى تعليمه القرآني في الخلوة (مدرسة قرآنية) على يد الشيخ حامد بحي أبو روف في أم درمان بين عامي 1947 و1948 ، ثم تلقى تعليمه الأولي هو وشقيقه الراحل طه الكد على يد والدهما بالمنزل وكان يساعد والده الأستاذ محمد بخيت في مدينة واو بمديرية بحر الغزال الواقعة اليوم في جنوب السودان. وذلك لعدم توفر المدارس الكافيه في تلك الفترة. والتحق لفترة بسيطة بمدرسة ابي روف الأولية. ودرس المرحلة المتوسطة في مدرسة أم درمان الأهلية. درس المرحلة الثانوية في مدرستي المؤتمر والأهلية أم درمان.

## الحياة الأكاديمية
التحق خالد الكد بالكلية الحربية عام 1961 وتخرج منها في يناير 1964. ثم أكمل تعليمه الجامعي في جامعة (ألستر الجديدة) في أكتوبر 1979. نال درجة الماجستير في الأدب حول أعمال جيمس جويس في يونيو 1982، ونال درجة الدكتوراة في العلوم السياسية حول دور (الافندية في ظل الإدارة البريطانية في السودان) من جامعة (ريدنق) في ديسمبر 1987

## العمل
- تولى خالد منصب نائب سكرتير نادي الزهرة الامدرماني من 64 إلى 1966.
- عين مديرا لمستشفى الشعب (الخرطوم) في 1973.
- شارك في تحرير مجلة (التقدمى) خلال فترة وجوده في بريطانيا واسهم في تنظيم المعارضة لنظام نميرى[3]

## قالوا عنه
- «إن دكة الثقافات السودانية تحتفي في هذه الاحتفالية برمز معاصر من رموز الفكر والثقافة والنضال الوطني في السودان امتدادا لتجربتها في ترسيخ حق الثقافات السودانية جميعا في الوجود والتعايش والنمو والازدهار وفي التفاعل والانصهار بحيث يكون ذلك مصدرا للغنى وحافزا للتطور، وترسيخ ثقافة التسامح وقبول الآخر والمساواة والمشاركة والسلام وإعلاء قيم الحياة والاستنارة ومحاربة ثقافة الاستعلاء والإقصاء والكراهية والتدمير والحرب والموت. وإشاعة وتوفير أجواء الحرية وتشجيع والاحتفاء بالإبداع في كل الثقافات السودانية.» - محمد سليمان.[4]
- « عندما وقع انقلاب يونيو كان خالد من أوائل من التقينا بهم بنادي الأساتذة في صباح اليوم التالي للانقلاب. وتبادلنا المعلومات. كان متيقناً من أن هؤلاء إسلاميون» - بشرى الفاضل، أديب سوداني[5]
- «الاحتفاء بالراحل يأتي من إيمانه بضرورة ترسيخ الثقافات في السودان وإيمانه بالتغيير في وقت مبكر من التاريخ السوداني.» - رئيسة جمعية دكة الثقافات في السودان عواطف السيد[1]
- «كانت كتاباته كلها، إحياء لتلك المعاني القديمة المنسية، وإيقاظا لذكريات الماضي لتكون إشارات للمستقبل.» - الأديب الراحل الطيب صالح [6]
- «من أين يأتي خالد بكل هذا السحر في الشخصية والكتابة؟ كل هذه الحيوية، كل هذا الجيشان، كل هذا التدفق النفاذ. شيء مثل المغناطيس يجذبك إلى محيط الدائرة، شيء مثل الضوء يشد الفراشات إلى حتفها، دائما ما يحتار الناس في مسارات شعلة الضوء هذه.. كل هذا النور، كل هذا الأمل كل هذا الدفء.. من البساطة يبدأ وإلى البساطة يمضي..» - الناقد سامي سالم[6]
- «لقد عاش خالد حياة مذهلة في غناها وتفردها وتعدد أطوارها.. ولا يجتمع كل ذلك إلا لمن يملك طاقة حياتية وعقلية وإبداعية تفوق التصور، لقد أحب خالد وطنه وتدله بحبه، عاش ومات من أجله، وكان حبه نوعا من الفيض الذي يشبه مسرى النيل.» - الكاتب الراحل الخاتم عدلان[6]
- «ان ايد اثمة قد امتدت إلى الجيش كي تنال من النظام الديمقراطي الذي مهره شعب السودان بدماء ابنائه وشهدائه البررة في أكتوبر 1964. وان قوات الأمن قد تمكنت من اجهاض المحاولة واعتقال مدبريها الذين لن يفلتوا من أيدي العدالة.» - السيد الصادق المهدي [3]

## وفاته
توفى الدكتور خالد حسين أحمد عثمان الكد في لندن عن 51 عاماً إثر حادث سير مروري.

## وصلات خارجية
الطيب صالح تأبين خالد الكد وربيع حسنين 